# 维什诺里亚国
维什诺里亚共和国（羅馬化：Veyshnoriya），简称维什诺里亚国，是2017年俄白“西方-2017”联合军演期间构想出的作为对抗力量的虚拟国家，一个基于法治、人民利益至上和意见多元化原则的互联网共和国，如今作为一个理想化的虚拟国家而存在。

## 成立历程
在俄白联合军演“西方-2017”过程中，俄白联盟国代号为“北方”，另设定有三个假想敌，分别命名为“维什诺里亚”（Veyshnoria）、“韦斯巴里亚”（Vesbaria）和“卢贝尼亚”（Lubenia），代号为“西方”。设定中“西方”意图破坏“北方”的团结和社会经济，迫使白俄罗斯领导层更迭，“维什诺里亚”侵吞白俄罗斯领土，之后“西方”派遣军事力量进入白俄罗斯的其他领土，于是“北方”不得不反击。
白俄罗斯经济学家谢尔盖·维亚切斯拉沃维奇·恰雷发现，军演设定中“维什诺里亚共和国”位于白俄罗斯西北部，其领土范围近似1994年白俄羅斯總統選舉中偏民族主义和民主派的齐亚农·帕齐尼亚克得票率高的地区。俄罗斯记者列昂尼德·波希德斯基进一步指出，在俄罗斯东正教占主导地位的俄白双语国家，该地区天主教人口比例很高，讲白俄罗斯语的人比例也很高。在波希德斯基看来，这些观察结果可能就是俄白联合军演“西方-2017”试图表达的观点：“西方世界”寻求、煽动白俄罗斯的不稳定，就像在俄罗斯当权派眼中发生在乌克兰的一样。如此使得“维什诺里亚”在负面情绪蔓延的白俄罗斯互联网上迅速成为网络迷因，同时作为白俄罗斯西北地区民众的自嘲，借此表达他们对白俄罗斯当局的不满。
2017年8月30日，一个名为“维什诺里亚共和国外交部”的账号在Twitter上出现。

## 名称
维什诺里亚（羅馬化：Veyshnoriya）名称来自瓦伊什诺拉斯（古普鲁士语：Waisnor）。Vaiš（vaišės）意为“宴会”、“筵席”，nor（norėti）意为“意愿”，词意即“愿意宴请者”、“热情好客者”。。立陶宛有若干地方名为瓦伊什诺里艾，即瓦伊什诺拉斯的复数形式，如瓦伊什诺里艾 (希奥利艾)和瓦伊什诺里艾 (约尼什基斯)等。

## 法律

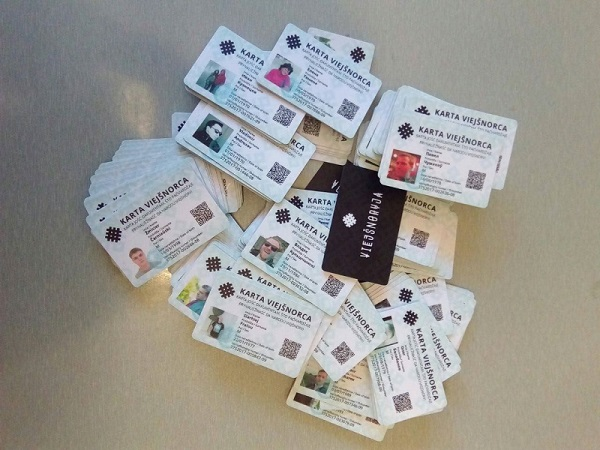
维什诺里亚身份证 ，由维什诺里亚内务部在收取注册费后发给公民

根据维什诺里亚国宪法，公民可以通过在白俄罗斯共和国商业登记处注册的互联网平台“维什诺里亚”相互交流 。根据维什诺里亚国宪法第三条，公民不受其使用互联网平台 vie.today 的义务之限制。

## 标志
维什诺里亚国法律建立了统一的国家标志。
1. 维什诺里亚国徽：天蓝色西班牙式盾牌纹章。盾牌左上部分为黑边黄洛林十字。盾牌中部绘有一只白鹳，其背对洛林十字，右腿着地，左腿抬举，喙和腿是红色的。鹳的头顶上方绘有一顶金色王冠。盾牌下部为三道黑边白波浪带；
2. 维什诺里亚国旗：长方形，长宽比为3:2，有白色、蓝色和白色三个等宽水平条纹。黑边黄洛林十字在中心，十字末端略增宽；
3. 维什诺里亚国歌：《Niamon》，词曲作者为Stary Olsa乐队[11]。

## 制度
维什诺里亚国的权力机构为国会，是议会制共和国。关于维什诺里亚国制度的决定是在线上做出的。

### 节日
| 启蒙日         | 8月29日    | 全世界对维什诺里亚国存在的认识           |
| 独立日         | 8月30日    | 英勇保卫祖国的全民动员                   |
| 七日战争胜利日 | 9月21日    | 从入侵者手中解放维什诺里亚               |
| 塔勒日         | 10 月 6 日 | 建立国家货币体系                         |
| 宪法日         | 3月16日    | 通过维什诺里亚国宪法                     |
| 国家符号日     | 5月6日     | 维什诺里亚国的国徽、国歌和国旗由议会批准 |

传统节日：
| 鹳日 | 鹳的到来，在4月7日左右 |

国际假期：
| 圣帕特里克节 | 3月17日 |
| 万圣节       | 11月1日 |

### 外交

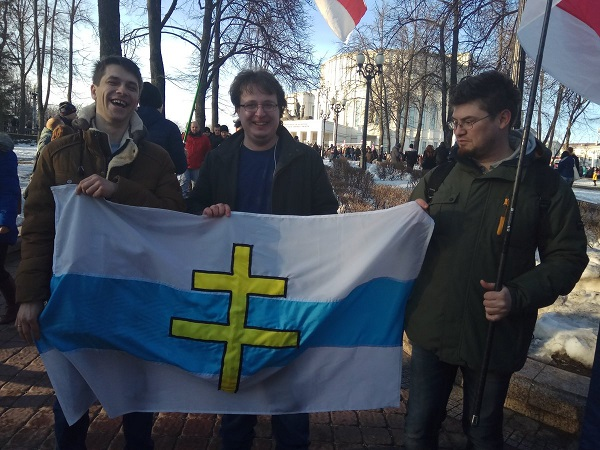
2018年3月25日，维什诺里亚国议会代表参加了在明斯克歌剧院举行的白俄罗斯人民共和国成立100周年庆祝活动。

维什诺里亚国的外交代表主要由来自各自国家的维什诺里亚国项目爱好者在俄罗斯和乌克兰的定居点开设。维什诺里亚与虚拟国家建立外交关系。维什诺里亚国支持白俄罗斯人民兄弟走向民主和独立。

## 反应
2022年8月，利德斯基區法院宣布维什诺里亚社交网络为“极端主义”。

## 人口统计
维什诺里亚国自称有超过1.5万名公民。获得公民身份需要缴纳领事费。在白俄罗斯共和国境内，允许将自己的国籍定义为维什诺里亚。